# Earl Kiser
Pour les articles homonymes, voir Kiser.

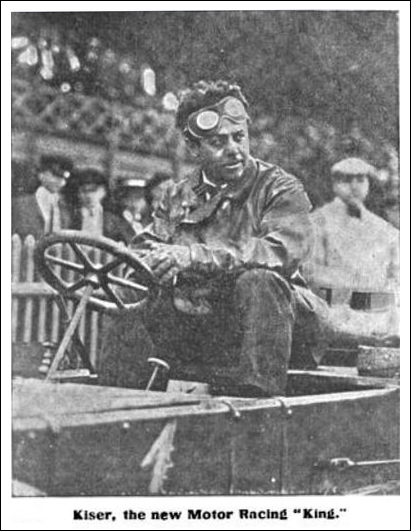
Earl Kiser sept. 1904

Earl Herbert Kiser, né le 15 août 1875 à Dayton et mort le 19 janvier 1936 dans le Comté de Miami-Dade, est un coureur cycliste et coureur automobile américain.
Avec Eddie Bald, Arthur Gardiner et Tom Cooper, il fait partie des "big four" du cyclisme américain de la fin des années 1890.

## Biographie
Le 15 septembre 1893, la Société agricole du comté de Darke lui décerne une médaille d'or pour sa première place lors d'une course cycliste à Greenville, dans l'Ohio. Earl Kiser, surnommé le « Petit Démon de Dayton » court ensuite dans l'équipe Yellow Fellow, sponsorisée par E. C. Stearns Bicycle Agency (en) au cours de la même période que Major Taylor. Kiser apporte son soutien à Taylor après qu'il est été interdit dans la plupart des courses américaines. Kiser signe des pétitions pour Taylor. Stearns Yellow Fellow fait le tour du monde et remporte un championnat d'Europe en 1897.
En 1896, Kiser fait une tournée en Europe. Il arrive, fin mai, à Paris avec Harry Wheeler et Charles Minthorn Murphy,. Il bat Edmond Jacquelin dans une série du Grand Prix de Paris,,.
le 7 août 1897, Il remporte le championnat national de la League of American Wheelmen (en) (LAW) du demi-mile,.
Comme beaucoup de cyclistes, il se tourne vers la course automobile en 1901 et devient une star sur le circuit automobile américain.
En septembre 1903, à Zaneville, il perd le contrôle de sa voiture, une Mohawk, qui percute la foule, tuant un spectateur,,,.
Le 22 août 1904, sur la piste de Glenville à Cleveland, il bat le record du mile en 52 s. 4/5, sur Winton Bullet II., la plus grande vitesse atteinte sur une piste soit 109 kil. 800 à l'heure,,,. La même année, à Détroit, il bat Barney Oldfield sur Pearless Green Dragon. En octobre, à Cleveland, il bat les records américains du 16 au 25 miles,. 
Le 12 août 1905, alors qu'il s'entraîne pour une course sur la piste de Glenville à Cleveland, Ohio, sa Winton Bullet 2, se tourne soudainement vers la clôture, sa jambe gauche est écrasée et son épaule droite luxée. Il est amputé à l'hôpital de Glenville le même jour,,. 
Il travaille dans la vente d'automobiles dans les années 1910 et 1920. En 1906-1908, il gère les affaires de la Winton Motor Carriage Co. à Pittsburg avec John S. Johnson, ancien coureur cycliste comme adjoint,.
Au milieu des années 1920, Kiser et sa femme, Francine Holland, s'installent à Miami Beach, en Floride. Kiser trouve du travail dans le développement immobilier et devient propriétaire de l'hôtel Nautilus.
Le gouverneur de l'Ohio, James Middleton Cox, qui le connaissait dans les années 1920, a écrit à son sujet : « Possédant une grande force musculaire... il faisait paraître ses concurrents ordinaires ».